# Heiligenhafen
Heiligenhafen é uma cidade da Alemanha localizada no distrito de Ostholstein, estado de Schleswig-Holstein .

## Cidadãos notórios
- Wilhelm Jensen (1837—1911), poeta e escritor